# Quinta Avenida (La Havane)
Pour les articles homonymes, voir Quinta Avenida.
La Quinta Avenida (la « Cinquième avenue » en français), est l'une des principales artères de la municipalité de Playa à La Havane, la capitale cubaine.

## Description
La Quinta Avenida relie les quartiers de Miramar et de Santa Fe, sur une distance d'environ 12 km, traversant ceux de Flores et Jaimanitas.
Elle est considérée comme l'une des plus belles avenues de Cuba.

## Historique
Elle porte à l'origine le nom d'Avenida de las Américas, soit l'« Avenue des Amériques ».

## Sites particuliers
Elle est surnommée l'« avenue des ambassades », du fait que de nombreuses ambassades s'y trouvent, comme l'ambassade de Russie à Cuba au no 6402.